# Nordpudu
Der Nordpudu (Pudella mephistophila, teilweise auch Pudu mephistophiles) ist die kleinste, in Amerika vorkommende Hirschart. Ursprünglich wurde er gemeinsam mit dem Südpudu in die Gattung der Pudus (Pudu) gestellt. Da beide Arten jedoch nicht direkt miteinander verwandt sind, erfolgte im Jahr 2024 eine Ausweisung des Nordpudus in die Gattung Pudella. Dessen ursprünglich südliche Population wurde gleichzeitig auf Artebene angehoben und repräsentiert nun die Vertreter von Pudella carlae.

## Aussehen
Der Nordpudu besitzt eine Kopf-Rumpf-Länge von 60 bis 74 Zentimetern und eine Schulterhöhe zwischen 25,0 und 40,5 Zentimetern. Unterschiede in der Körpergröße zwischen Männchen und Weibchen bestehen nicht. Damit ist der Nordpudu noch etwas kleiner als der Südpudu. Sein Kopf ist 12,7 bis 14,2 Zentimeter lang. Mit 3 bis 4 Zentimetern ist der Schwanz sehr kurz. Das Gewicht beträgt nur 3 bis 6 Kilogramm. Er hat kurze, schlanke Beine, einen abgerundeten Rücken und ein an zwei kleine Hörner erinnerndes Geweih von 6 bis maximal 9 Zentimetern Länge. Das Fell ist rötlichbraun, zum Rücken hin zunehmend dunkelbraun oder schwärzlich. Der Kopf ist schwarz. Die Innenflächen der gerundeten Ohren sind grauweiß bis grau. Der Bauch und die Innenseiten der Beine sind rotbraun. Das Fell ist kurz und dicht. Die Hufe erscheinen schmal und spitz.

## Vorkommen

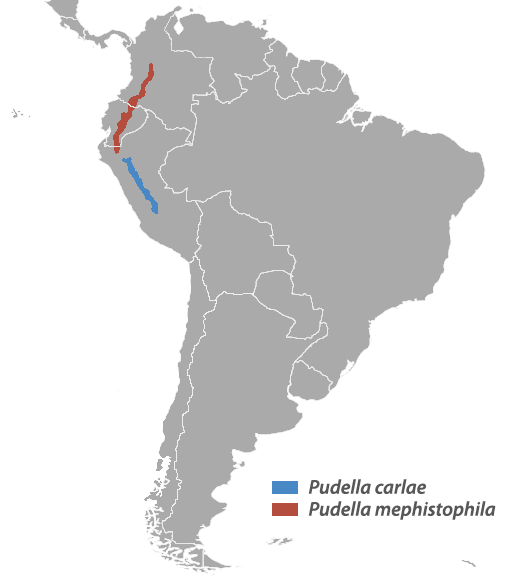
Verbreitungsgebiet des Nordpudus (rot)

Die Art kommt in den feuchten Wäldern, Sumpfgebieten und in den offenen Páramo-Graslandschaften oberhalb der Baumgrenze der nördlichen Anden in einer Höhe von 1700 bis 4500 Metern von der Cordillera Central im südlichen Kolumbien über die Cordillera Oriental in Ecuador bis zu den Nebelwäldern der östlichen Anden und südlich bis zur zentralperuanischen Region Junín vor. Die bewohnten Landschaften sind dadurch vielfältig, aber generell durch feuchtes Klima mit teils frostkalten Nächten und Niederschlägen in Form von Regen, Schnee und Nebel charakterisiert. Das ursprüngliche natürliche Verbreitungsgebiet wurde durch eine mit Trockenwald bewachsene Senke in der nordperuanischen Provinz Huancabamba in ein nördliches Gebiet mit etwa 60.000 bis 95.000 km² und ein südliches mit 30.000 bis 35.000 km² geteilt. Durch menschliche Einwirkungen ist der Lebensraum heute weiter zerteilt worden. Eine stabile Population existiert u. a. im nordperuanischen Nationalpark Río-Abiseo.

## Lebensweise
Der Nordpudu ist dämmerungs- und nachtaktiv. Es gibt jedoch nur wenige Beobachtungen der scheuen Tiere, sodass auch Aktivitäten bei Tage denkbar sind. Die Art lebt meist einzelgängerisch, gelegentlich wurden aber auch Paarbildungen beobachtet. Unbekannt ist, ob der Nordpudu ein strikt territorial lebendes Tier ist. Sein Körperbau ermöglicht weite Sprünge, sodass er ähnlich den Duckern in schnellen Zick-Zack-Sprüngen möglichen Feinden entkommen kann. Er ernährt sich von Blättern, jungen Trieben und Früchten verschiedener Bäume. Angaben örtlicher Bewohner zufolge, erklettert er auch Bäume, um an Früchte zu gelangen. Zudem hält er sich teils auch zur Nahrungsaufnahme in Ackerbaugebieten auf.

## Fortpflanzung
Über die Fortpflanzung ist nur wenig bekannt, das weniger saisonale Klima der zentralen Anden macht diese aber nicht von den Jahreszeiten abhängig. So bestehen möglicherweise zwei Paarungszeiten pro Jahr, einmal von August bis September und dann von März bis April. Nach einer Tragzeit von sieben Monaten kommt jeweils ein Junges von etwa 400 g Körpergewicht zur Welt, dessen Fell keine Flecken aufweist. Dieses ist frühreif und  erreicht nach rund sechs Monaten die Größe der ausgewachsenen Tiere.

## Gefährdung und Schutzmaßnahmen
Der Nordpudu wurde vor allem von den 1950ern bis 1980ern stark bejagt. Heutzutage stellen verwilderte Haushunde sowie die Zerstörung seines Lebensraumes die größten Bedrohungen dar. Die IUCN listet ihn als gefährdet (vulnerable). Zum Schutz der Art wurden Schutzgebiete ausgewiesen sowie Jagdbeschränkungen eingeführt. Außerdem laufen mehrere Forschungsprojekte, um weitere Schutzmaßnahmen für diese Art abzuklären.